# Vinohrady nad Váhom
Vinohrady nad Váhom (Hongaars: Szentharaszt) is een Slowaakse gemeente in de regio Trnava, en maakt deel uit van het district Galanta.
Vinohrady nad Váhom telt 1.604 inwoners.